# منتخب غوام لاتحاد الرغبي
منتخب غوام الوطني لاتحاد الرغبي (بالإنجليزية: Guam national rugby union team)‏ هو ممثل غوام الرسمي في المنافسات الدولية في اتحاد الرغبي .